# Lithobius bullatus
Lithobius bullatus är en mångfotingart som beskrevs av J.R. Eason 1993. Lithobius bullatus ingår i släktet Lithobius och familjen stenkrypare. Inga underarter finns listade i Catalogue of Life.